# Symphyotrichum dumosum
Symphyotrichum dumosum, nomes comuns de aster botão de arroz ou aster, é uma planta herbácea da família aster. Ela é nativa de uma ampla área em toda a metade leste dos Estados Unidos, do Texas à Flórida, do Maine ao Wisconsin. Também é nativa de New Brunswick e Ontário, e é cultivadoa em outros lugares.
Symphyotrichum dumosum é uma erva perene que cresce até 100 cm (40 polegadas) de altura.

## Variedades
As seguintes 5 variedades são reconhecidas:
- Symphyotrichum dumosum var. dumosum
- Symphyotrichum dumosum var. gracilipes (Wiegand) GLNesom
- Symphyotrichum dumosum var. Peregrino (Wiegand) GLNesom
- Symphyotrichum dumosum var. estripador (Torr. & A.Gray) GLNesom
- Symphyotrichum dumosum var. subulifolium (Torr. & A.Gray) GLNesom

## Galeria
- Flor, em detalhe